# Moves Like Jagger
Moves Like Jagger – piosenka dance-popowa pochodząca z reedycji trzeciego studyjnego albumu amerykańskiego zespołu pop-rockowego Maroon 5 pt. Hands All Over (2011). Wyprodukowany przez Shellbacka i Benny’ego Blanco oraz nagrany z gościnnym udziałem wokalistki pop Christiny Aguilery, utwór wydany został jako singel 21 czerwca 2011 roku. W 2012 kompozycja została nominowana do nagrody Grammy w kategorii najlepszy występ pop duetu lub grupy.
Singel został doceniony przez krytyków muzycznych, którzy chwalili efekty współpracy Maroon 5 i Aguilery oraz rozrywkowy, funkowy styl kompozycji. Obejmując miejsca w Top 10 większości list przebojów, na których był zestawiony, „Moves Like Jagger” stał się hitem lata i jesieni 2011. Singel zajął drugie pozycje w notowaniach UK Singles Chart oraz ARIA Top 100 Singles, a także uplasował się na szczycie list Billboard Hot 100 oraz Canadian Hot 100. W sumie objął pierwsze miejsca w ponad sześćdziesięciu oficjalnych notowaniach przebojów singlowych lub airplayowych dookoła świata. „Moves Like Jagger” był czwartym pod względem sprzedaży singlem roku 2011. Sprzedano około dziesięć milionów kopii singla na całym globie.
Teledysk do utworu wyreżyserował Jonas Åkerlund, w 2002 współpracujący już z Christiną Aguilerą nad realizacją klipu „Beautiful”. Wideoklip spotkał się z korzystnymi opiniami krytyków, między innymi dzięki uwzględnieniu w nim archiwalnych materiałów wideo z udziałem tytułowego Micka Jaggera.

## Informacje o utworze
W swej warstwie dźwiękowej „Moves Like Jagger” stanowi hybrydę różnych gatunków muzycznych: zasadniczo dance-popu, electrofunku oraz pop-rocka i rocka elektronicznego, a także electropopu, nu-disco i soulu. Zdaniem Christiny Aguilery, utwór inspirowany jest muzyką lat sześćdziesiątych i siedemdziesiątych XX wieku. Autorami kompozycji są Adam Levine, Ammar Malik, Karl „Shellback” Schuster (producent) oraz Benjamin „Benny Blanco” Levin (także producent). W tekście utworu podmiot liryczny (mężczyzna) usiłuje zaimponować kobiecie ruchami tanecznymi, które sam porównuje do tych wykonywanych przez tytułowego Micka Jaggera. Piosenkę nagrano w Los Angeles w maju 2011 roku. Utwór został opisany jako „kwintesencja twórczości Maroon 5”: energiczny pop z optymistyczną, szybką linią melodyjną. Adam Levine, frontman Maroon 5, wyznał, że współpraca z Christiną Aguilerą była dla niego świetnym doświadczeniem. Aguilera możliwość nagrania piosenki z Levinem nazwała „wspaniałą okazją”. Obaj wykonawcy poznali się i omówili przyszłą kolaborację podczas nagrywania talent show stacji NBC The Voice. Levine wypowiedział się na temat genezy piosenki, mówiąc: „Nagrywając ten kawałek, pomyśleliśmy, że jest bardzo prowokujący i wprowadzenie kobiecego wokalu nadałoby mu więcej pewności siebie, byłoby to bardziej przyswajalne dla szerszej publiczności”. 10 lipca 2011 Robert Change, producent muzyczny, inżynier dźwięku i autor remiksów, zdradził, że Aguilera i Levine ponownie spotkali się, by tworzyć nowy materiał. Dzień później sprostował, że wspólnie z obojgiem pracuje nad wersją remiksową „Moves Like Jagger”. Powstało kilka remiksów piosenki, między innymi w wykonaniu tria Soul Seekerz oraz Michaela Carrerya. Powstał również hip-hopowy remix nagrany z udziałem amerykańskiego rapera Maca Millera; wersja ta wydana została 4 października 2011, choć w sieci pojawiła się już pięć dni wcześniej, 29 września.

### Obecność w kulturze masowej
Sprzedano łącznie blisko dziesięć milionów egzemplarzy singla na całym globie, co zapewnia kompozycji miejsce wśród najlepiej sprzedających się singli świata. Utwór został wykonany przez bohatera serialu telewizyjnego FOX Glee, w odcinku sezonu trzeciego pt. „Yes/No”; wykorzystano go też w odcinku „Sexuality” drugiego sezonu programu telewizyjnego The Glee Project. Parodii piosenki dokonywano w skeczu Cartoon Network MAD. W wyemitowanym 9 maja 2015 finałowym odcinku programu telewizyjnego Twoja twarz brzmi znajomo, emitowanego w telewizji Polsat, piosenka została zaśpiewana przez piosenkarkę Kasię Cerekwicką i aktora musicalowego Mateusza Jakubca, którzy wcielili się w role Aguilery i Levine’a.

## Wydanie singla

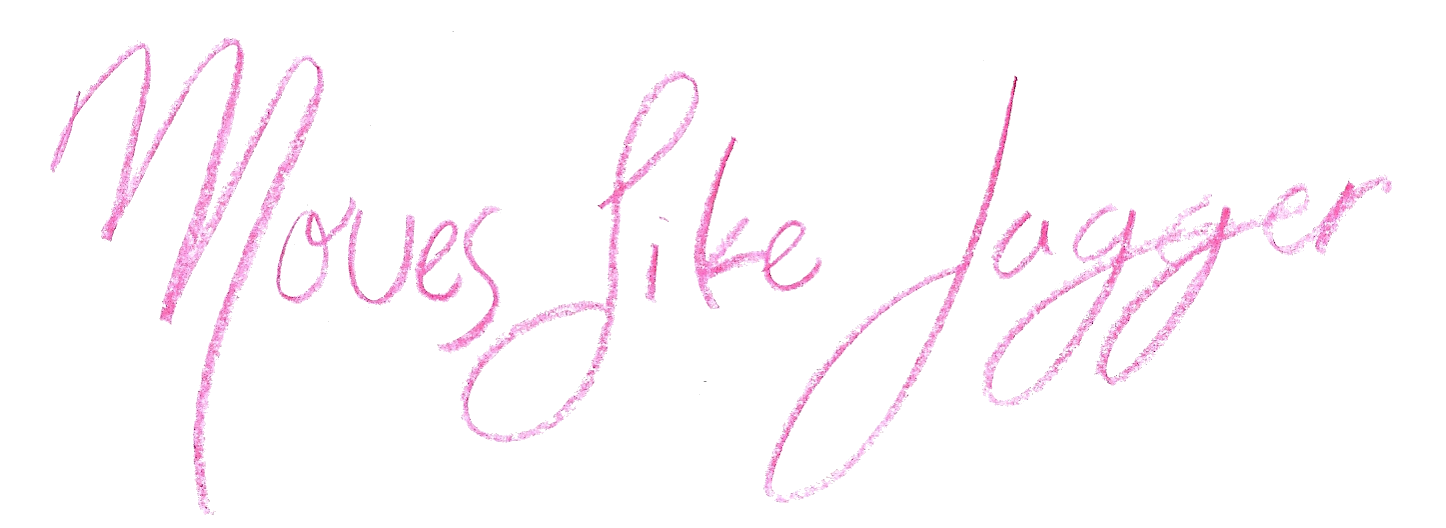
Logo singla widoczne na okładce.

21 czerwca 2011 roku, tuż po występie Aguilery i Levine’a w programie telewizyjnym The Voice, wersja singlowa piosenki została wydana w sprzedaży cyfrowej użytkownikom serwisu iTunes Store w Stanach Zjednoczonych i Kanadzie. Także 21 czerwca utwór zaprezentowano na antenie amerykańskiej radiostacji KAMP-FM, w audycji prowadzonej przez Carsona Daly’ego, natomiast dzień przedtem kompozycja wyciekła do Internetu. Dnia 23 czerwca singel opublikowano w formacie digital download w Europie – między innymi na terenie Austrii, Finlandii, Francji, Holandii i Włoszech. W ciągu dwóch dni od premiery „Moves Like Jagger” osiadł na pozycji #1 zestawienia najlepiej sprzedających się pojedynczych utworów w amerykańskim serwisie iTunes Store.
Kompozycja nie promowała żadnego wydawnictwa albumowego, aż do wydania Deluxe Edition albumu Maroon 5 Hands All Over w iTunes Store 12 lipca 2011 roku. Jako trzynasty, bonusowy utwór na trackliście, „Moves Like Jagger” wydany został oficjalnie w charakterze singla promującego reedycję płyty. Popularność singla w iTunes Store, jak i w innych sklepach online (dwieście trzynaście tysięcy kopii wyprzedanych w ciągu tygodnia od premiery), przyczyniła się pod koniec czerwca 2011 do osiągnięcia przez niego miejsca #2 w zestawieniu magazynu Billboard Hot Digital Songs. Głównie dzięki okazałej sprzedaży cyfrowej, utwór zadebiutował w prestiżowym notowaniu Billboard Hot 100 na wysokiej, ósmej pozycji. „Moves Like Jagger” z miejsca stał się wtedy najbardziej sukcesywnym singlowym wydawnictwem Christiny Aguilery i Maroon 5 w Stanach Zjednoczonych od czasów piosenek „Keeps Gettin’ Better” wokalistki (pozycja #7 na Billboard Hot 100 w 2008) oraz „Makes Me Wonder” rockowego zespołu (#1 w 2007). W tym samym tygodniu utwór objął pozycję czternastą na liście Canadian Hot 100, badającej popularność singli w Kanadzie. Na Canadian Hot 100 piosenka zajęła jako najwyższe miejsce #1. Pod koniec sierpnia 2011 singel uplasował się na miejscu trzecim na Billboard Hot 100, a wrześniem objął szczyt listy. Był to pierwszy od dziesięciu lat singel Christiny Aguilery, który dotarł do pierwszego miejsca na Billboard Hot 100 (jako ostatni do pozycji #1 doszedł „Lady Marmalade” w 2001).
Na początku lipca 2011 piosenka zadebiutowała w Top 5 listy przebojów singlowych Holandii, Mega Single Top 100, na pozycji piątej; cztery tygodnie później uplasowała się na miejscu o trzy stopnie wyższym. W innym oficjalnym notowaniu tego kraju, Dutch Top 40, singel zajął szczytne miejsce #1. 2 lipca 2011 „Moves Like Jagger” zadebiutował w południowokoreańskim notowaniu GAON Top 100 International Singles, przy rekordowej sprzedaży 256 848 egzemplarzy obejmując pozycję #1. Wraz z początkiem sierpnia 2011 utwór zajął pierwsze miejsce nowozelandzkiej listy RIANZ Top 40 Singles. Utwór obejmował następnie miejsca w Top 10 niemal wszystkich list przebojów, w tym plasował się w Top 5 większości z tychże. Zajął szczyty notowań w Austrii, Brazylii, Danii, Finlandii, Hiszpanii, Hongkongu, Irlandii, Norwegii, Polsce, Republice Południowej Afryki, na Słowacji, w Szkocji, Szwecji, Tajlandii czy na Węgrzech. W ostatnim z wymienionych krajów okupował szczyt listy MAHASZ Top 40 Airplay przez szesnaście tygodni. We Francji „Moves Like Jagger” ulokował się na miejscu trzecim listy SNEP Top 100 Singles oraz zyskał miano najpopularniejszego singla w dotychczasowej dyskografii Maroon 5 oraz najlepiej sprzedającego się singla Aguilery od czasu „Hurt” z 2006 roku. W Wielkiej Brytanii utwór przez siedem kolejnych tygodni okupował pozycję #2 UK Singles Chart. Do listopada 2011 wyprzedano 804 538 egzemplarzy singla CD w tym państwie, później sprzedaż przekroczyła milion kopii (w październiku 2014 – milion czterysta tysięcy). Utwór został drugim najlepiej sprzedającym się singlem 2011 roku w Wielkiej Brytanii, trzecim w Australii, piątym w Kanadzie oraz dziewiątym w USA. W Polsce był wielkim przebojem klubów gejowskich.

„To była jedna z tych piosenek, które stanowiły zdecydowane ryzyko. (...) Nigdy nie wydaliśmy (jako zespół – przyp.) utworu tego typu. Lecz jest coś ekscytującego w realizowaniu czegoś innego, czegoś nowego. Jestem szczęśliwy, że wszystkim podoba się efekt naszej pracy.”

Singel został wyróżniony statusem platyny przez wydawców w Australii (dziewięciokrotna platyna), Kanadzie (siedmiokrotna platyna), Stanach Zjednoczonych, Szwecji (w obu krajach pięciokrotna platyna), Nowej Zelandii (potrójna platyna), Danii, Wielkiej Brytanii i Włoszech (w trzech tych krajach podwójna platyna), Finlandii, Hiszpanii, Niemczech i Szwajcarii, a także złotem w Belgii. W Australii kolaboracja jest trzecim najlepiej sprzedającym się singlem w historii. Dzięki przebojowości utworu Maroon 5 i Christina Aguilera powrócili na piedestał światowych rynków muzycznych po niepowodzeniach związanych z przeciętnym odbiorem ich poprzednich albumów studyjnych (Hands All Over oraz Bionic). „Moves Like Jagger” wprowadził Aguilerę do elity zaledwie ośmiu artystów, którzy umieścili swoje single na miejscu pierwszym listy Billboard Hot 100 w trzech kolejnych dekadach: w latach 90. („Genie in a Bottle”), latach 2000-'09 („What a Girl Wants”, „Come on Over Baby (All I Want Is You)”, „Lady Marmalade”) oraz latach 2010-'19 (omawiana kompozycja).

## Opinie
Magazyn Rolling Stone przypisał utworowi pozycję dziesiątą w swym rankingu najlepszych wakacyjnych piosenek. Amerykańska stacja radiowa Z100 zorganizowała pod koniec 2011 listę „100 najlepszych piosenek roku”, w której „Moves Like Jagger” również objął miejsce #10. Mick Jagger publicznie docenił piosenkę, określając jej koncept jako „bardzo pochlebny”. Singel znalazł się w rankingu Top Songs from 1992−2012 według tygodnika Billboard, gdzie objął miejsce #18. Był też wymieniony wśród najlepszych piosenek 2011 roku, w rankingu „Pazz and Jop”, wydawanym przez The Village Voice. Redaktor czasopisma Billboard Jason Lipshutz uznał singel za największy hit Christiny Aguilery w Stanach Zjednoczonych, pomimo iż „Moves Like Jagger” jest w istocie singlem Maroon 5, z Aguilerą na featuringu. Ponad miesiąc później, Justin Myers okrzyknął „Moves Like Jagger” najlepiej sprzedającym się singlem, a zarazem największym przebojem Aguilery w Wielkiej Brytanii.

### Recenzje

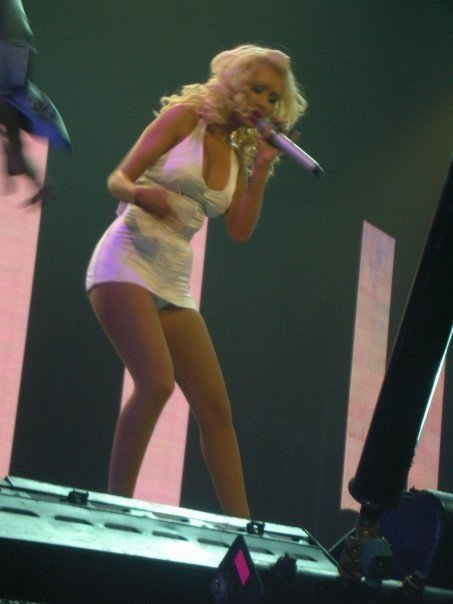
Gościnny udział Christiny Aguilery w piosence zapewnił singlowi pozytywne opinie.

Singel uzyskał pozytywne recenzje krytyków muzycznych. Jeszcze w dniu premiery piosenki, jej recenzji dokonał Bill Lamb, współpracujący z witryną About.com, który okrzyknął „Moves Like Jagger” „niespodziewanym klejnotem popkultury” oraz pochwalił popisy wokalne wykonawców utworu. Portal Popspoken.com był pod wrażeniem piosenki oraz opisał ją jako „singel chwytliwy jak diabli, naładowany niesamowicie wciągającą, gwiżdżącą melodią oraz elektronicznym, tanecznym beatem”. Korzystne omówienie wydał także Robbie Daw, pamflecista magazynu Idolator, który docenił nowoczesną aranżację utworu oraz udział Aguilery. „Dzięki gwiżdżącej linii melodycznej i gitarowo-dyskotekowym riffom, w ‘Moves Like Jagger’ pobrzmiewają echa topowego klasyka Rolling Stonesów z 1978 roku, ‘Miss You’. Maroon 5 czynią z piosenki nowoczesny kawałek dance, z pomocą pulsujących syntezatorów oraz bębnów elektronicznych. Nawet głos Adama Levine’a jest w refrenie zniekształcony przez auto-tune. (...) Jednak kiedy swoją zwrotkę wykonuje Christina Aguilera, wokalistka kradnie show.” – pisał Daw. W drugiej z kolei recenzji singla dla About.com Bill Lamb nagrodził utwór oceną w postaci . „Funkowa, gwiżdżąca melodia jest luźna, lekka i nieodparcie zabawna. Efektowny gościnny wokal (...) Christiny Aguilery to zwyczajnie wisienka na torcie” – pisał Lamb, który „Moves Like Jagger” podsumował jako świetną, taneczną wakacyjną piosenkę. Scott Schelter (Popcrush.com), podobnie jak Bill Lamb, wycenił singel na  oraz docenił jego rozrywkowy walor. Według Jamesa Dinha (MTV Newsroom), „Moves Like Jagger” to „kandydat na przebój lata 2011”. Również Robert Copsey z serwisu Digital Spy wydał przychylną notę; piosenkę określił jako wciągającą i zaskakującą.

## Teledysk
Informacje na temat powstania wideoklipu do piosenki „Moves Like Jagger” przekazał frontman Maroon 5, Adam Levine, na początku lipca 2011 za pośrednictwem portalu społecznościowego Twitter. Levine potwierdził wówczas, że klip nagrany zostanie w przeciągu najbliższego tygodnia. 7 lipca Christina Aguilera wyznała na swoim profilu na Twitterze, iż bierze udział w kręceniu teledysku. Nazajutrz w Los Angeles ruszyły zdjęcia. W tym samym czasie tygodnik Us Weekly oraz serwisy internetowe zaczęły dostarczać informacji, jakoby w klipie wystąpić miał inspirator piosenki „Moves Like Jagger” – brytyjski muzyk rockowy Mick Jagger. Oficjalna witryna internetowa pisma Us Weekly zweryfikowała następnie, że obecność rockmana w wideoklipie polegać będzie na wykorzystaniu archiwalnych zdjęć wideo. Klip reżyserował Jonas Åkerlund, twórca osławionego i wielokrotnie nagradzanego teledysku Aguilery „Beautiful” (2002). Premiera miała miejsce 8 sierpnia 2011 na antenie amerykańskiej stacji telewizyjnej E!. Nazajutrz wersja reżyserska teledysku udostępniona została widzom serwisu YouTube, na oficjalnym profilu Maroon 5. Do marca 2012 roku klip odtworzono w serwisie ponad sto milionów razy. Wideoklip rozpoczyna i kończy się archiwalnymi ujęciami Micka Jaggera. Pojawiają się w nim charakterystyczne dla reżysera szybkie, dynamiczne cięcia. Koncept opiera się na ukazaniu grupy Maroon 5 oraz Aguilery występujących na scenie, otoczonych przez sobowtórów Jaggera oraz statystów naśladujących legendarne ruchy taneczne Brytyjczyka.
Pod koniec września 2011 parodii klipu dokonała grupa o nazwie Key of Awesome. W tym samym czasie „Moves Like Jagger” został najczęściej emitowanym w polskich stacjach telewizyjnych teledyskiem. W serwisie YouTube teledysk zamieszczony na oficjalnym koncie Vevo zespołu Maroon 5 został odtworzony ponad sto milionów razy.

## Promocja i wykonania koncertowe

### Promocja medialna
Christina Aguilera i Adam Levine wraz z członkami Maroon 5 wspólnie wykonali utwór 21 czerwca 2011 roku, podczas jednego z nagrywanych na żywo odcinków programu The Voice. Występ był pierwszą okazją do zaprezentowania piosenki „Moves Like Jagger”. 3 sierpnia 2011 Maroon 5 wystąpili z singlem samodzielnie, bez Aguilery, w trakcie talent show stacji NBC America’s Got Talent. Dwa dni później grupa zaprezentowała utwór widzom porannego magazynu NBC The Today Show. Piosenka została wykonana na żywo dnia 8 września 2011 na stadionie Lambeau Field w Green Bay; koncert, w którym poza Maroon 5 udział wzięli też inni artyści muzyczni, poprzedzał nowy sezon rozgrywek National Football League. 20 września Adam Levine zaśpiewał utwór podczas występu w talk-show The Ellen DeGeneres Show, a 5 listopada w programie Saturday Night Live NBC. 9 listopada 2011 nowojorski pokaz mody Victoria’s Secret Fashion Show uświetnił występ Adama Levine i zespołu Maroon 5. Levine odśpiewał „Moves Like Jagger” przechadzając się po wybiegu ze swoją narzeczoną, modelką Anne Vyalitsyną. 20 listopada 2011 członkowie grupy Maroon 5 po raz drugi publicznie wykonali piosenkę wraz z Christiną Aguilerą. Występ odbył się na gali rozdania nagród American Music Awards, mającej miejsce w Nokia Theatre w Los Angeles.

### Późniejsze występy
23 kwietnia 2013 Aguilera wystąpiła z utworem solo w trakcie gali magazynu „Time”, zorganizowanej w związku z opublikowaniem listy stu najbardziej wpływowych osób show-biznesu (artystka znalazła się w tym zestawieniu). Pod koniec września 2013 wokalistka zagrała koncert w Waszyngtonie. Podczas imprezy wystąpiła między innymi z piosenkami „Moves Like Jagger”, „Dirrty” i „Let There Be Love”. 31 grudnia tego roku Aguilera dała prywatny, sylwestrowy koncert w Moskwie. Na setlistę złożyło się czternaście utworów, wśród nich medley singli „Moves Like Jagger” i „Feel This Moment” Piosenkarka miała wystąpić z utworem podczas festiwalu muzycznego Twin Towers Alive w Petronas Towers w Kuala Lumpurze dnia 28 marca 2014. Koncert został odwołany z powodu zniknięcia lotu Malaysia Airlines 370. Mimo to, odbył się występ artystki przed prywatną publicznością. 2 maja 2014 Aguilera wykonała fragment utworu w trakcie New Orleans Jazz & Heritage Festival, a 22 lutego 2015 – podczas oscarowego przyjęcia organizowanego przez Vanity Fair. 27 lipca 2015 wokalistka dała koncert podczas prywatnej imprezy Cisco Rocks. Przed publicznością wykonała między innymi „Moves Like Jagger”. 28 maja 2016 występ artystki przed dwustutysięczną widownią zamknął marokański festiwal muzyczny Mawazine. Wśród dwudziestu odśpiewanych przez Aguilerę piosenek znalazły się „Moves Like Jagger” i „Feel This Moment”.
Maroon 5 wystąpił z piosenką podczas Super Bowl Halftime Show 3 lutego 2019 roku i w trakcie corocznego festiwalu muzycznego w Viña del Mar 27 lutego 2020.

## Nagrody i wyróżnienia
| Rok  | Ceremonia                    | Nagroda                                     | Rezultat  |
| ---- | ---------------------------- | ------------------------------------------- | --------- |
| 2011 | Z100's Music Awards          | najlepsza kolaboracja                       | Nominacja |
| 2012 | MTV Video Music Awards Japan | najlepszy teledysk – grupa muzyczna         | Nominacja |
| 2012 | MTV Video Music Awards Japan | najlepszy teledysk – kolaboracja            | Nominacja |
| 2012 | Grammy Awards                | najlepszy występ pop duetu lub grupy        | Nominacja |
| 2012 | People’s Choice Awards       | piosenka roku                               | Nominacja |
| 2012 | Teen Choice Awards           | najlepszy singel grupy muzycznej            | Nominacja |
| 2012 | Virgin Media Music Awards    | najlepsza piosenka                          | Nominacja |
| 2012 | Virgin Media Music Awards    | najlepsza kolaboracja                       | Nominacja |
| 2012 | Virgin Media Music Awards    | najlepszy teledysk                          | Nominacja |
| 2012 | Billboard Music Awards       | największy przebój Billboard Hot 100        | Nominacja |
| 2012 | Billboard Music Awards       | najlepsza piosenka cyfrowa                  | Wygrana   |
| 2012 | Billboard Music Awards       | najlepsza piosenka radiowa                  | Wygrana   |
| 2012 | Billboard Music Awards       | najlepsza piosenka popowa                   | Wygrana   |
| 2012 | Los Premios 40 Principales   | najlepszy utwór niehiszpańskojęzyczny       | Nominacja |
| 2012 | MuchMusic Video Awards       | najlepszy teledysk zespołu międzynarodowego | Nominacja |
| 2012 | Vevo Certified Awards        | 100.000.000 Views                           | Wygrana   |

## Listy utworów i formaty singla
Ogólnoświatowy digital download
1. „Moves Like Jagger” – 3:21

Niemiecki singel CD
1. „Moves Like Jagger” – 3:21
2. „Moves Like Jagger” (Soul Seekerz Radio Edit) – 3:25

CD maxi singel złożony z remiksów
1. „Moves Like Jagger” (Cutmore Club Mix) – 6:24
2. „Moves Like Jagger” (Cutmore Dub Mix) – 6:24
3. „Moves Like Jagger” (Cutmore Radio Edit – Clean) – 3:40
4. „Moves Like Jagger” (Michael Carrera Darkroom Radio Edit – Clean) – 4:26
5. „Moves Like Jagger” (Michael Carrera Darkroom Remix) – 7:31
6. „Moves Like Jagger” (Soul Seekerz Club Mix) – 7:22
7. „Moves Like Jagger” (Soul Seekerz Radio Edit – Clean) – 3:24

Ogólnoświatowy digital download #2 (remix)
1. „Moves Like Jagger” (featuring Mac Miller) – 3:44

## Twórcy
- Główne wokale: Adam Levine, Christina Aguilera
- Producent: Karl „Shellback” Schuster, Benjamin „Benny Blanco” Levin
- Wokale wspierające: Christina Aguilera
- Gitara: James Valentine
- Keyboard: Jesse Carmichael
- Gitara basowa: Mickey Madden
- Perkusja: Matt Flynn

## Pozycje na listach przebojów
| Kraj/region                  | Notowanie (2011/2012)               | Wydawca                         | Najwyższa pozycja |
| ---------------------------- | ----------------------------------- | ------------------------------- | ----------------- |
| Antyle Holenderskie          | Official Singles Chart              | IFPI                            | 1                 |
| Argentyna                    | Top 100 Singles                     | IFPI                            | 2                 |
| Armenia                      | Official Singles Chart              | IFPI                            | 3                 |
| Aruba                        | Official Singles Chart              | IFPI                            | 4                 |
| Australia                    | Top 100 Airplay                     | AUM Report                      | 1                 |
| Australia                    | Top 100 Digital Tracks              | ARIA Charts                     | 1                 |
| Australia                    | Top 100 Singles                     | ARIA Charts                     | 2                 |
| Austria                      | Top 50 Airplay                      | MusicTrace                      | 1                 |
| Austria                      | Top 75 Singles                      | Ö3 Austria Top 40               | 1                 |
| Belgia (Flandria)            | Ultratop 50                         | Ultratop                        | 4                 |
| Belgia (Region Waloński)     | Ultratop 40                         | Ultratop                        | 4                 |
| Białoruś                     | Official Singles Chart              | IFPI                            | 1                 |
| Boliwia                      | Official Singles Chart              | IFPI                            | 6                 |
| Brazylia                     | Top 100 Singles                     | Billboard Brasil                | 1                 |
| Bułgaria                     | Top 40 Singles                      | IFPI                            | 1                 |
| Chile                        | Top 100 Singles                     | Nielsen Chile/IDERE/Monitec     | 1                 |
| Chiny                        | Official Singles Chart              | IFPI                            | 1                 |
| Chorwacja                    | Top 100 Airplay                     | YE                              | 1                 |
| Chorwacja                    | Top 100 Singles                     | YE                              | 1                 |
| Cypr                         | Official Singles Chart              | ΕΕΠΗ                            | 1                 |
| Czechy                       | Top 100 Singles                     | IFPI                            | 2                 |
| Dania                        | Top 40 Singles                      | Tracklisten                     | 1                 |
| Ekwador                      | Official Singles Chart              | IFPI                            | 1                 |
| Estonia                      | Official Airplay Chart              | IFPI                            | 1                 |
| Europa                       | Nielsen Music Control Airplay Chart | Nielsen Music Control           | 1                 |
| Filipiny                     | Official Singles Chart              | PARI                            | 1                 |
| Filipiny                     | Top 100 Download                    | MyMusicStore                    | 5                 |
| Finlandia                    | Top 20 Singles                      | ÄKT                             | 1                 |
| Francja                      | Top 100 Singles                     | SNEP                            | 3                 |
| Grecja                       | Official Airplay Chart              | ΕΕΠΗ                            | 2                 |
| Grecja                       | Top 50 Singles                      | ΕΕΠΗ                            | 1                 |
| Gruzja                       | Official Airplay Chart              | IFPI                            | 1                 |
| Guam                         | Official Singles Chart              | IFPI                            | 1                 |
| Hiszpania                    | Nielsen Music Control Airplay Chart | Nielsen Music Control           | 1                 |
| Hiszpania                    | Top 40 Airplay                      | Promusicae                      | 1                 |
| Hiszpania                    | Top 50 Singles                      | Promusicae                      | 1                 |
| Holandia                     | Dutch Top 40                        | MegaCharts                      | 1                 |
| Holandia                     | Mega Airplay Top 50                 | MegaCharts                      | 1                 |
| Holandia                     | Mega Single Top 100                 | MegaCharts                      | 2                 |
| Hongkong                     | Top 20 Singles                      | IFPI                            | 1                 |
| Indonezja                    | Official Singles Chart              | LIMA                            | 1                 |
| Indonezja                    | Top 50 Singles                      | Creative Disc                   | 1                 |
| Indonezja                    | Top Digital Songs                   | LIMA                            | 1                 |
| Irlandia                     | Top 50 Singles                      | IRMA                            | 1                 |
| Islandia                     | Official Singles Chart              | IFPI                            | 1                 |
| Izrael                       | Official Singles Chart              | IFPI                            | 1                 |
| Izrael                       | Top 31 Singles                      | Galgalatz                       | 1                 |
| Japonia                      | Adult Contemporary Airplay Chart    | Billboard/Hanshin Contents Link | 7                 |
| Japonia                      | Japan Hot 100                       | Billboard/Hanshin Contents Link | 30                |
| Japonia                      | Top 100 Airplay                     | Billboard/Hanshin Contents Link | 18                |
| Japonia                      | Top 100 Singles                     | Oricon                          | 9                 |
| Kanada                       | Canada Hot AC                       | Billboard                       | 1                 |
| Kanada                       | Canadian Hot 100                    | Billboard                       | 1                 |
| Kanada                       | Top 100 Airplay                     | BDS                             | 1                 |
| Kolumbia                     | Official Singles Chart              | IFPI                            | 7                 |
| Korea Południowa             | Top 100 International Singles       | Gaon Chart                      | 1                 |
| Korea Południowa             | Top 100 Singles                     | Gaon Chart                      | 21                |
| Kostaryka                    | Top 40 Singles                      | IFPI                            | 2                 |
| Liban                        | Top 20 Singles                      | Mix FM                          | 1                 |
| Litwa                        | Official Singles Chart              | IFPI                            | 4                 |
| Luksemburg                   | Official Singles Chart              | IFPI                            | 2                 |
| Łotwa                        | Top 50 Airplay                      | IFPI                            | 2                 |
| Macedonia                    | Official Singles Chart              | IFPI                            | 10                |
| Malezja                      | Official Singles Chart              | RIM                             | 1                 |
| Malta                        | Top 20 Singles                      | IFPI                            | 1                 |
| Mauritius                    | Official Singles Chart              | IFPI                            | 1                 |
| Meksyk                       | Official Singles Chart              | IFPI                            | 1                 |
| Monako                       | Official Singles Chart              | IFPI                            | 17                |
| Niue                         | Official Singles Chart              | IFPI                            | 2                 |
| Niemcy                       | Top 100 Airplay                     | MusicTrace                      | 2                 |
| Niemcy                       | Top 100 Singles                     | Media Control Charts            | 2                 |
| Norwegia                     | Top 20 Singles                      | VG-lista                        | 1                 |
| Nowa Zelandia                | Official Airplay Chart              | Radioscope                      | 1                 |
| Nowa Zelandia                | Top 40 Singles                      | RIANZ                           | 1                 |
| Panama                       | Official Singles Chart              | IFPI                            | 1                 |
| Peru                         | Top 100 Singles                     | IFPI                            | 1                 |
| Polinezja Francuska          | Official Singles Chart              | IFPI                            | 1                 |
| Polska                       | Nielsen Music Control Airplay Chart | Nielsen Music Control           | 2                 |
| Polska                       | Polish Dance Chart                  | ZPAV                            | 8                 |
| Polska                       | Top 20 Airplay                      | ZPAV                            | 1                 |
| Portoryko                    | Top 40 Singles                      | IFPI                            | 6                 |
| Portugalia                   | Top 50 Singles                      | AFP                             | 1                 |
| Południowa Afryka            | Top 100 Airplay                     | RISA                            | 1                 |
| Południowa Afryka            | Top 40 Singles                      | RISA                            | 1                 |
| Rosja                        | Official Airplay Chart              | Tophit                          | 1                 |
| Salwador                     | Official Singles Chart              | IFPI                            | 1                 |
| Serbia                       | Official Singles Chart              | IFPI                            | 1                 |
| Singapur                     | Official Singles Chart              | IFPI                            | 1                 |
| Słowacja                     | Top 100 Singles                     | IFPI                            | 1                 |
| Słowenia                     | Official Singles Chart              | IFPI                            | 1                 |
| Sri Lanka                    | Official Singles Chart              | IFPI                            | 1                 |
| Stany Zjednoczone            | Adult Contemporary                  | Billboard                       | 7                 |
| Stany Zjednoczone            | Adult Pop Songs                     | Billboard                       | 1                 |
| Stany Zjednoczone            | Billboard Hot 100                   | Billboard                       | 1                 |
| Stany Zjednoczone            | Billboard Hot 100 Airplay           | Billboard                       | 1                 |
| Stany Zjednoczone            | Hot Dance Club Songs                | Billboard                       | 9                 |
| Stany Zjednoczone            | Hot Latin Tracks                    | Billboard                       | 8                 |
| Stany Zjednoczone            | Latin Pop Songs                     | Billboard                       | 3                 |
| Stany Zjednoczone            | Rock Songs                          | Billboard                       | 26                |
| Stany Zjednoczone            | Top 40 Mainstream (Pop Songs)       | Billboard                       | 1                 |
| Szkocja                      | Top 75 Singles                      | OCC                             | 1                 |
| Szwajcaria                   | Top 100 Singles                     | Schweizer Hitparade             | 5                 |
| Szwajcaria                   | Top 50 Airplay                      | IFPI/MusicTrace                 | 1                 |
| Szwecja                      | Top 60 Singles                      | Sverigetopplistan               | 1                 |
| Świat                        | United World Chart                  | Media Traffic                   | 1                 |
| Tajlandia                    | Official Singles Chart              | TECA                            | 1                 |
| Turcja                       | Top 20 Singles                      | Billboard Türkiye               | 1                 |
| Ukraina                      | Official Singles Chart              | IFPI                            | 4                 |
| Uzbekistan                   | Official Singles Chart              | IFPI                            | 5                 |
| Wenezuela                    | Official Singles Chart              | Record Report/IFPI              | 1                 |
| Węgry                        | Top 40 Airplay                      | MAHASZ                          | 1                 |
| Wielka Brytania              | UK Official Airplay Chart           | OCC                             | 1                 |
| Wielka Brytania              | UK Singles Chart                    | OCC                             | 2                 |
| Włochy                       | Top 100 Airplay                     | FIMI                            | 1                 |
| Włochy                       | Top 50 Singles                      | FIMI                            | 2                 |
| Zjednoczone Emiraty Arabskie | Official Singles Chart              | IFPI                            | 1                 |

### Listy końcoworoczne
| Kraj              | Notowanie (2011)              | Wydawca                         | Pozycja |
| ----------------- | ----------------------------- | ------------------------------- | ------- |
| Australia         | Top 100 Singles               | ARIA Charts                     | 3       |
| Brazylia          | Top 100 Singles               | Billboard Brasil                | 19      |
| Dania             | Top 40 Singles                | Tracklisten                     | 1       |
| Holandia          | Dutch Top 40                  | MegaCharts                      | 3       |
| Irlandia          | Top 50 Singles                | IRMA                            | 7       |
| Izrael            | Top 31 Singles                | Galgalatz                       | 4       |
| Japonia           | Japan Hot 100                 | Billboard/Hanshin Contents Link | 56      |
| Kanada            | Canadian Hot 100              | Billboard                       | 5       |
| Niemcy            | Top 100 Singles               | Media Control Charts            | 8       |
| Nowa Zelandia     | Top 40 Singles                | RIANZ                           | 2       |
| Stany Zjednoczone | Adult Contemporary            | Billboard                       | 41      |
| Stany Zjednoczone | Adult Pop Songs               | Billboard                       | 8       |
| Stany Zjednoczone | Billboard Hot 100             | Billboard                       | 9       |
| Stany Zjednoczone | Billboard Hot 100 Airplay     | Billboard                       | 16      |
| Stany Zjednoczone | Top 40 Mainstream (Pop Songs) | Billboard                       | 10      |
| Wielka Brytania   | UK Singles Chart              | OCC                             | 2       |

## Sprzedaż i certyfikaty
| Kraj              | Wydawca      | Certyfikat  | Sprzedaż   |
| ----------------- | ------------ | ----------- | ---------- |
| Australia         | ARIA         | 11x platyna | 770,000+   |
| Belgia            | IFPI         | platyna     | 30,000+    |
| Dania             | IFPI         | 2x platyna  | 120,000+   |
| Finlandia         | IFPI         | platyna     | 10,020+    |
| Hiszpania         | Promusicae   | platyna     | 40,000+    |
| Kanada            | Music Canada | diament     | 800,000+   |
| Niemcy            | IFPI         | 3x złoto    | 450,000+   |
| Nowa Zelandia     | RIANZ        | 3x platyna  | 45,000+    |
| Stany Zjednoczone | RIAA         | 9x platyna  | 6,700,000+ |
| Szwajcaria        | IFPI         | platyna     | 30,000+    |
| Szwecja           | IFPI         | 5x platyna  | 100,000+   |
| Wielka Brytania   | BPI          | 3x platyna  | 1,900,000+ |
| Włochy            | FIMI         | 2x platyna  | 60,000+    |

| Kraj            | Wydawca | Sprzedaż    |
| --------------- | ------- | ----------- |
| Wielka Brytania | BPI     | 57,400,000+ |

## Historia wydania
| Region            | Data                | Format           | Wytwórnia             |
| ----------------- | ------------------- | ---------------- | --------------------- |
| Stany Zjednoczone | 21 czerwca 2011     | digital download | A&M/Octone Records    |
| Kanada            | 21 czerwca 2011     | digital download | Universal Music Group |
| Liban             | 22 czerwca 2011     | airplay          | Universal Music Group |
| Austria           | 23 czerwca 2011     | digital download | Universal Music Group |
| Belgia            | 23 czerwca 2011     | digital download | Universal Music Group |
| Dania             | 23 czerwca 2011     | digital download | Universal Music Group |
| Finlandia         | 23 czerwca 2011     | digital download | Universal Music Group |
| Francja           | 23 czerwca 2011     | digital download | Universal Music Group |
| Grecja            | 23 czerwca 2011     | digital download | Universal Music Group |
| Hiszpania         | 23 czerwca 2011     | digital download | Universal Music Group |
| Holandia          | 23 czerwca 2011     | digital download | Universal Music Group |
| Luksemburg        | 23 czerwca 2011     | digital download | Universal Music Group |
| Szwecja           | 23 czerwca 2011     | digital download | Universal Music Group |
| Włochy            | 23 czerwca 2011     | digital download | Universal Music Group |
| Australia         | 24 czerwca 2011     | digital download | Universal Music Group |
| Japonia           | 24 czerwca 2011     | digital download | Universal Music Group |
| Indonezja         | 27 czerwca 2011     | airplay          | A&M/Octone Records    |
| Australia         | 27 czerwca 2011     | airplay          | Universal Music Group |
| Polska            | 28 czerwca 2011     | airplay          | Universal Music Group |
| Włochy            | I połowa lipca 2011 | airplay          | Universal Music Group |
| Wielka Brytania   | I połowa lipca 2011 | airplay          | Polydor Records       |
| Niemcy            | 4 lipca 2011        | airplay          | Universal Music Group |
| Wielka Brytania   | 14 sierpnia 2011    | digital download | Polydor Records       |
| Niemcy            | 26 sierpnia 2011    | singel CD        | Universal Music Group |

## Informacje dodatkowe
- Covery utworu nagrały członkinie brytyjskiego girlsbandu Bananarama[143] oraz amerykańska wokalistka Kamilah[144].
- „Moves Like Jagger” znalazł się na wydanej przez Universal Republic Records kompilacji 2012 Grammy Nominees, na którą złożyły się utwory nominowane do nagrody Grammy w 2012 roku[145]. Pojawił się też na trackliście albumu Now That’s What I Call Music! 40 (EMI, 2011).